# 7156 Flaviofusipecci
7156 Flaviofusipecci è un asteroide della fascia principale. Scoperto nel 1981, presenta un'orbita caratterizzata da un semiasse maggiore pari a 2,6762237 UA e da un'eccentricità di 0,1419011, inclinata di 11,08152° rispetto all'eclittica.